# Chinwendu Ihezuo
Chinwendu Ihezuo, també coneguda com a Chinwe Ihezuo, (Lagos, 30 d'abril 1997) és una futbolista professional nigeriana que juga com a davantera al BIIK Kazygurt del Kazakhstan i a la selecció sub-20 femenina de Nigeria. Abans havia jugat pel Delta Queens de la Premier League. El 2016 va competir en la Lliga de Campions Femenina de la UEFA 2016-17 amb el BIIK Kazygurt.

## Primers anys
Nascuda el 30 d'abril de 1997 a Ajegunle, a Lagos, Nigèria, va créixer en aquest extraradi de la ciutat, uns dels indrets més pobres de la localitat. Els seus pares la van recolzar en tot moment quan va començar a jugar al futbol; tota la seva joventut va competir amb nois al seu barri, d'on han sortit alguns dels millors jugadors de Nigèria. D'aquells temps li ha quedat, quan s'entrena pel seu compte, que prefereixi entrenar amb homes.

## Carrera nacional
Va incorporar-se al BIIK Kazygurt del Kazakhstan el 2016 amb un contracte d'un any. Durant la primera temporada va portar el dorsal 19 i va marcar 16 gols en 20 partits. Va competir amb el seu equip en la lliga de Campions, jugant 180 minuts en total. Va debutar a la Lliga de Campions amb la victòria per 3-1 contra el Wexford Youths en el torneig previ de qualificació. De 2012 a 2014, va jugar per al Pelican Stars de Calabar i al Delta Queens, fins a finals de la temporada 2015.

## Carrera internacional
Selecció absoluta
Després de la seva actuació al Campionat del Món Sub-20 de 2014, va ser convidada a assistir a un camp d'entrenament de l'equip nacional per a una possible selecció pel Campionat Africà de Nacions a Namíbia. El març de 2016, va ser una de les 40 jugadores preseleccionades per a prepara la Copa Àfrica de Nacions i, va ser membre de la selecció absoluta en el torneig del Congo.
Selecció Sub-20
Ihezuo fou convocada per primera vegada el 2014; va representar a Nigèria a la Copa Mundial sub-20 de la FIFA de 2014 on l'equip va arribar a la final, i va perdre per un estret marge davant d'Alemanya. Va ser una de les màximes golejadores a la competició. Aquest mateix any va disputar un amistós davant Ghana, on va marcar l'únic gol del partit que va portar a la victòria a Nigèria per un a cero.
Ihezuo va marcar set gols de Nigèria en la fase de classificació per al Mundial. Un dels seus gols va arribar al minut 16 en el primer partit de tornada davant Sud-àfrica; aquest gol va classificar Nigèria per a la Copa Mundial de la FIFA. Un altre dels seus gols va portar a la victòria a Nigèria per 2-1 davant la República Democràtica del Congo.
Selecció Sub-17
Ihezuo fer el seu debut internacional per a Nigèria el 2012 a l'Azerbaidjan, on va marcar sis gols, cinc dels quals els va marcar davant els amfitrions, en la victòria de Nigèria per 11-0, la major del país en qualsevol aparició en els tornejos mundials de la FIFA. A més els seus cinc gols van suposar un rècord de més gols marcats en un partit en un mundial sub-17 femení, superant així a l'alemanya Kyra Malinowski i a la sud-coreana Yeo Minji. El seu rècord només ha estat igualat per Lorena Navarro a l'edició de 2016 quan va marcar cinc gols davant Jordània. Els seus sis gols també li van valer guanyar la Bota de Plata del torneig. El premi va ser lliurat en l'Assemblea General de 2012 de la Federació de Futbol nigeriana. Ihezuo va tornar a la selecció el 2014, després de no ser convocada el 2013. Va competir de nou a la Copa del Món, amb el dorsal 19, jugant davant la Xina, on fou substituïda el minut 87.